# Edealina
Edealina é um município brasileiro do estado de Goiás, com uma população de 3 733 habitantes (2010), sendo 1 930 do sexo masculino e 1 803 do sexo feminino. Com pouco mais de 600 quilômetros quadrados de área, possui uma densidade populacional de aproximadamente 6,2 habitantes por quilômetro quadrado segundo o IBGE.

## Origem do nome
Como Edealina fica localizada entre a cidade de Edéia-Go e Pontalina-Go, os fundadores tiveram a ideia de homenagear as duas cidades vizinhas, colocando assim, a abreviação do nome Ede de Edeia mais a abreviação Alina de Pontalina, formando assim a palavra Edealina.